# Zlatná (přítok Bodvy)
Zlatná je potok v regionu Turňa, v západní části okresu Košice-okolí. Je to levostranný přítok Bodvy, má délku 8,9 km a je tokem V. řádu. Protéká Zlatnou dolinou, kde se koryto na více místech rozvětvuje a napájí malé vodní nádrže.

## Pramen
Pramení ve Volovských vrších na jihojihozápadním svahu vrchu Kloptaně (1153,3 m n. m.) v nadmořské výšce přibližně 1055 m n. m.

## Směr toku
Od pramene teče zprvu severojižním směrem, následně se stáčí na jihojihovýchod, přičemž se na horním toku esovitě ohýbá. Po přijetí Humelu na dolním toku teče na krátkém úseku na jih, následně pokračuje rozvětveným korytem k ústí na jihojihozápad.

## Geomorfologické celky
- Volovské vrchy, podsestava Kojšovská hoľa
- Košická kotlina, podsestava Medzevská pahorkatina

## Přítoky
- pravostranné: přítok (546,3 m n. m.) z JJV svahu Zbojnícké skaly (1147,4 m n. m.), přítok zpod sedla Jedlovec (840 m n. m.), přítok z východního svahu Krásného rohu (744 , 1 m n. m.)
- levostranné: přítok z JJV úbočí Kloptaně, Ovčinský potok, Humel

## Ústí
Před ústím se rozvětvuje na dvě ramena, přičemž pravé rameno ústí do Bodvy v nadmořské výšce cca 319 m n. m., zatímco levé rameno o cca 100 m níže v nadmořské výšce cca 318 m n. m. Obě ramena ústí na území města Medzev, severozápadně od centra.

## Obce
- Město Medzev